# NORD Architects
NORD Architects — данське архітектурне та дизайнерське бюро. Штаб-квартира знаходиться у Копенгагені, Данія. Засноване у 2003 році архітекторами Йоганнесом Моландером Педерсеном і Мортеном Раском Грегерсеном.

## Вибрані проєкти
- 2016. Морський освітній центр. Мальме, Швеція (перемога в конкурсі; дата завершення будівництва — 2016)
- 2015. Міський госпіс. Копенгаген, Данія (споруджується; дата завершення будівництва — грудень 2015)
- 2014. Водоочисний завод. Кеге, Данія.
- 2013. Відділення нейрореабілітації Глострупської лікарні. Глоструп, Данія.
- 2014. Культурний центр. Кеге, Данія.
- 2013. Аллередська музична школа. Аллеред, Данія.
- 2012. Kids City Prinsessegade. Копенгаген, Данія (планується)
- 2012. Центр здоров'я. Рандаберг, Норвегія (планується)
- 2012. Багатофункціональний спортивний комплекс. Ерестад, Данія (планується)
- 2011. Психіатричний центр Біспеб'єрзької лікарні. Копенгаген, Данія
- 2007—2009. Природничо-науковий центр. Б'єррінгбро, Данія (споруджений у 2011 році)
- 2006. CITY X. Копенгаген, Данія (планується)

## Виставки
- Sydney Opera House Symposium (жовтень 2013). Сідней, Австралія.
- Greenland — Head for the Centre of the World (жовтень 2013). Копенгаген, Данія.
- Архітектурне трієнале в Осло 2013 (вересень 2013). Осло, Норвегія.
- MOMA cut n’ paste (липень 2013—січень 2014)
- Possible Greenland (лютий 2013). Нуук, Гренландія.
- Show Me Your Model (червень 2012). Копенгаген, Данія.
- New Nordic — Architecture and Identity (червень 2012). Гумлебек, Данія.
- Венеційський бієнале 2012 (червень 2012). 13-та Міжнародна виставка архітектури «Common Ground». Венеція, Італія.
- Московський архітектурний бієнале (травень 2012). 3-я Московський архітектурний бієнале «Ідентичність». Москва, Росія.
- Pan Barents (вересень 2009). Москва, Росія і Осло, Норвегія.
- Superdanish: Newfangled Danish Culture (вересень 2004). Торонто, Канада.
- Венеційський бієнале 2004 (червень 2004). 9-та Міжнародна виставка архітектури «METAMORPH». Венеція, Італія.

## Команда
| - Йоганнес Моландер Педерсен - Мортен Раск Грегерсен - Расмус Родам - Мія Б. Тофте - Якоб Блак - Ден Біндра | - Стеффан Іверсен - Руне Мадсен - Манс Нейкамп - Каспар Бйорн - Томас Гоббс |